# Енкјо (Едо период)
Енкјо (延享) је јапанска ера (ненко) која је настала после Канпо и пре Канен ере. Временски је трајала од фебруара 1744. до јула 1748. године и припадала је Едо периоду. Владајући цареви били су Сакурамачи и Момозоно.

## Важнији догађајиЕнкјоере
- 1744. (Енкјо 1): Појављује се комета која је видљива неколико месеци на небу, данас индентификована као C/1743 X1 (велика комета 1744).[3]
- 1745. (Енкјо 2): Токугава Ијешиге постаје нови шогун Токугава шогуната.[4]
- 1745. (Енкјо 2): Прво одржавање тржишног сајма у провинцији Оми.[4]
- 1746. (Енкјо 3, други месец): Пожар у граду Еду.[4]

9. јун 1747. (Енкјо 4, двадесетпрви дан четвртог месеца): Цар Сакурамачи абдицира и трон наслеђује његов син. Момозоно постаје нови цар Јапана.